# Église Saint-Georges de Roncourt
L'église Saint-Georges de Roncourt est une église, protégée par les monuments historiques, situé dans la commune de Roncourt, dans le département français de la Moselle.

## Localisation
L'église est située dans la rue principale du village sur l'actuel territoire de Roncourt, dans le département de la Moselle, en région Grand Est, en France. Elle fait partie de la paroisse Saint-Pierre de Jaumont, dans le diocèse de la Moselle.

## Historique
L'abside de l'église remonterait au XIIe siècle ou XIIIe siècle. Le reste de l'église est remanié à partir du XVe siècle (nef en 1466), notamment le clocher aux XIXe et XXe siècles avec le percement du portail d'entrée (date 1897 sur le linteau du portail).
L'église est classée au titre des monuments historiques par arrêté du 27 mars 1895.

## Architecture
De par ses dimensions, l'église peut être assimilée à une chapelle et est bâtie sur un plan rectangulaire. 
L'église possède une nef à deux travées voûtées sur croisées d'ogives de style gothique tardif, retombant sur des colonnes maçonnées. Les chapiteaux de ces colonnes représentent des motifs végétaux et géométriques. La hauteur intérieure de la nef est de 4,80 mètres. L'abside a une forme carrée et serait la partie la plus ancienne de l'église. Le sol renferme des dalles funéraires.
A l'entrée de l'église se dresse un clocher carré, de 10 mètres de hauteur,. Il abrite à sa base le portail d'entrée, au dessus duquel une niche a été creusée et qui abrite une statue. A l'extérieur, un ossuaire est surmonté d'un « Christ de pitié » du XVIe siècle, et le portail d'entrée de l'ancien cimetière entourant la chapelle, est orné, à son sommet, d'une sculpture représentant saint Georges combattant un dragon.